# AuthenTec
AuthenTec, Inc. — была компанией в области полупроводников, компьютерной безопасности, мобильной безопасности, управления идентификацией, биометрии и сенсорного управления, базирующейся в Мельбурне, Флорида. Основанная в 1998 году после отделения от Harris Semiconductor, AuthenTec предоставляла лицензии на программное обеспечение для обеспечения безопасности мобильных устройств компаниям-производителям мобильных устройств и предоставляла производителям мобильных устройств и компьютеров технологии биометрических датчиков, такие как датчики отпечатков пальцев и технологию NFC.
27 июля 2012 года AuthenTec была приобретена Apple Inc. за 356 миллионов долларов.